# Tannay (Ardennes)
Tannay korábbi község Franciaországban, Ardennes megyében. Lakosainak száma 151 fő (2022. január 1.). Tannay Les Petites-Armoises, Belleville-et-Châtillon-sur-Bar, Sauville, Sy és Bairon-et-ses-Environs községekkel határos.
2025. január 1-jén Le Mont-Dieu korábbi községgel egyesült és az így létrejött Tannay-le-Mont-Dieu új község része lett.

## Népesség
A település népessége az elmúlt években az alábbi módon változott:
| Lakosok száma | 164  | 145  | 135  | 147  | 159  | 158  | 156  | 150  | 147  | 151  |
|               | 1968 | 1982 | 1990 | 2006 | 2013 | 2015 | 2017 | 2019 | 2020 | 2022 |